# Monumento ecuestre a Carlos María de Alvear

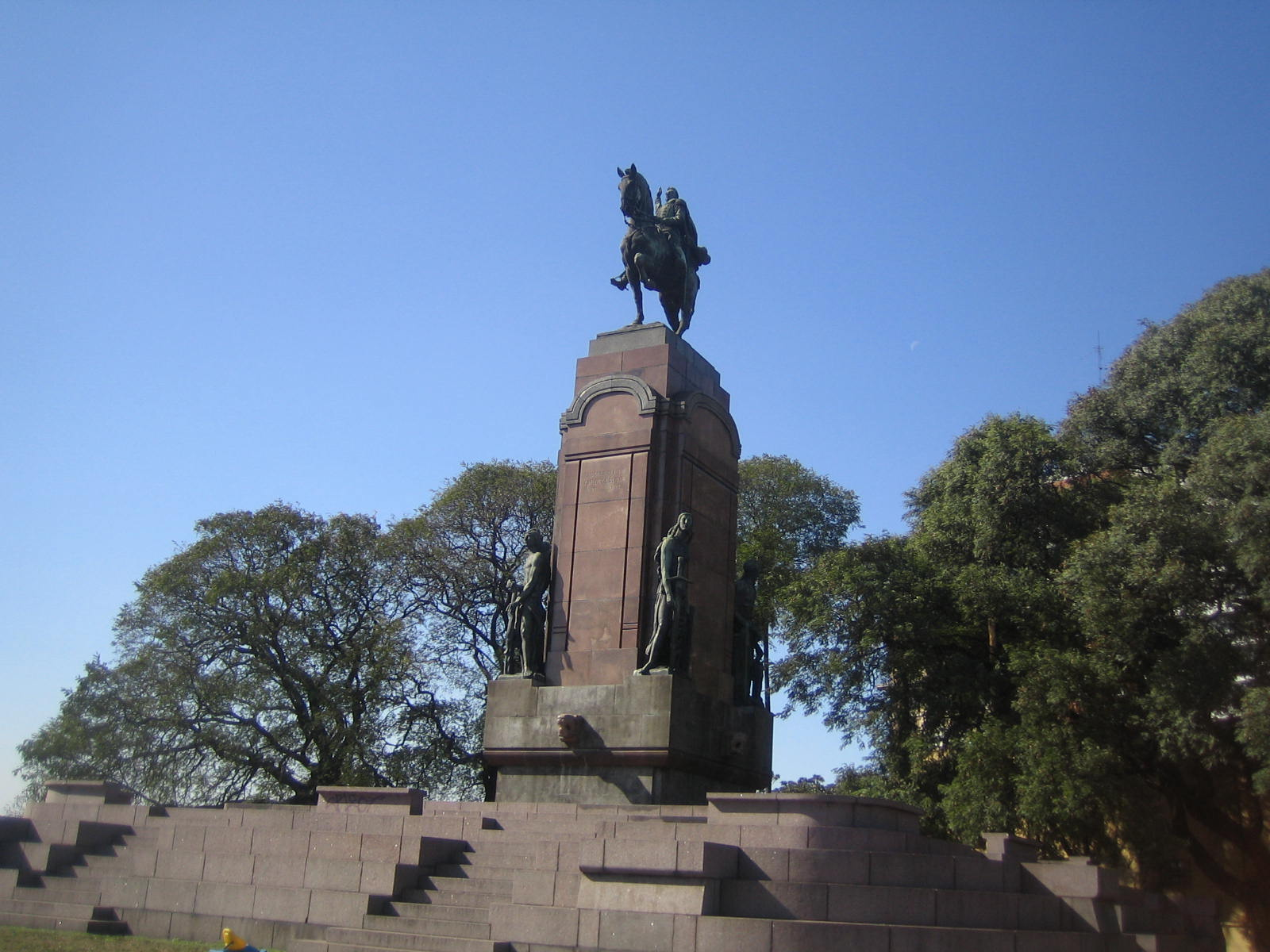
Monumento a Alvear en Recoleta obra de Antoine Bourdelle, Buenos Aires.

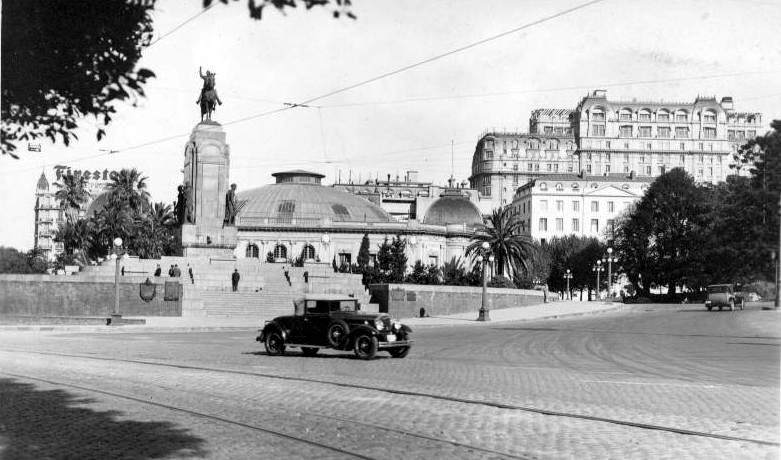
Vista en la década de 1930.

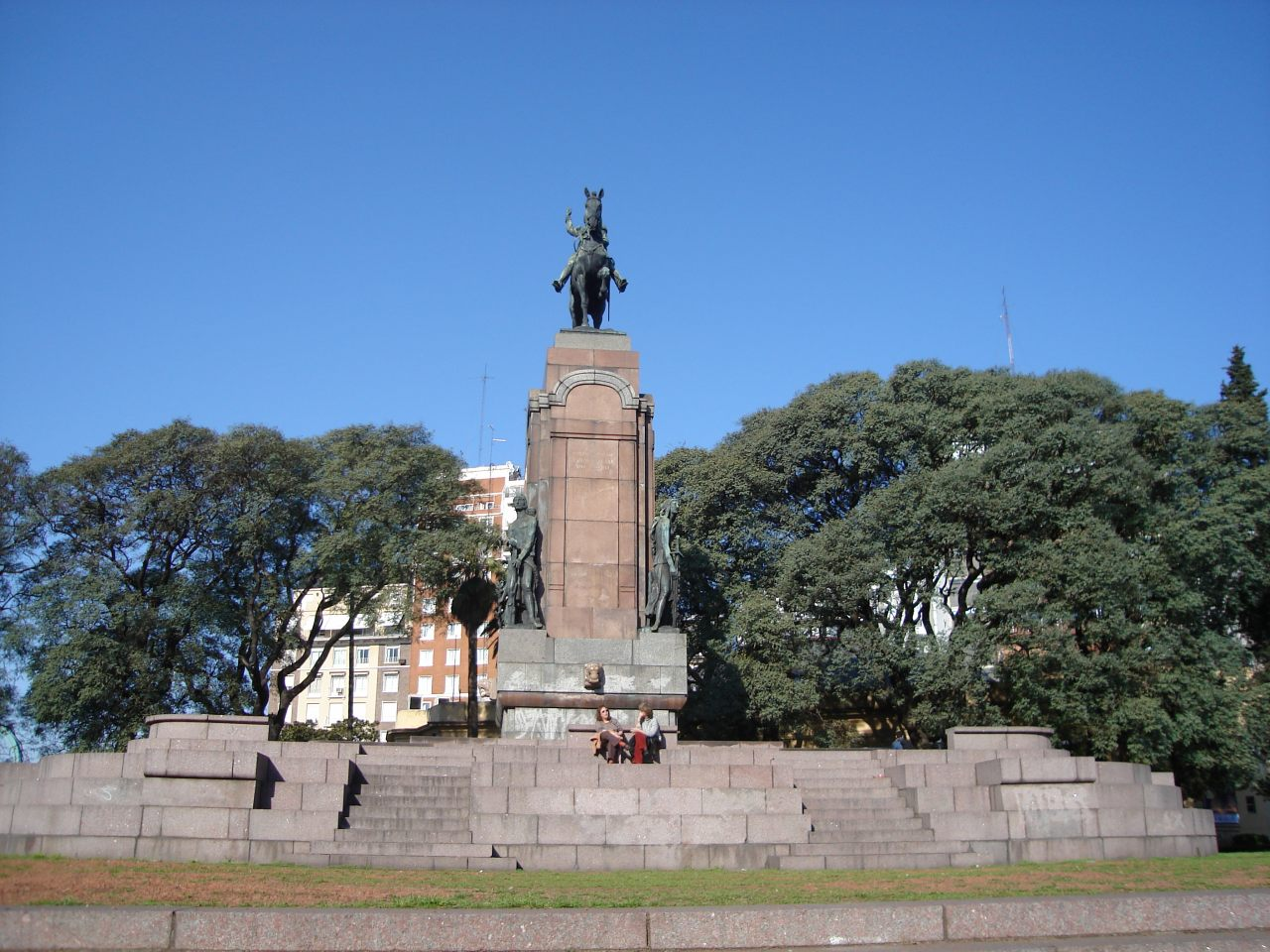
Otra imagen del monumento.

El Monumento ecuestre a Carlos María de Alvear, se encuentra en la ciudad de Buenos Aires y fue levantado en homenaje a Carlos María de Alvear (1789-1852), quien fue un militar y político argentino durante la época patria y el segundo Director Supremo de las Provincias Unidas del Río de la Plata durante el año 1815. Asimismo fue padre de Torcuato de Alvear, primer intendente de la Ciudad de Buenos Aires y abuelo de Marcelo Torcuato de Alvear, presidente de la República Argentina entre los años 1922 y 1928.
Se trata de una obra del escultor francés Antoine Bourdelle. Está considerado por el propio autor como su obra maestra dentro de los grandes monumentos.
El autor demoró diez años en terminarla. Una vez acabado el monumento fue enviado a Buenos Aires desde Francia en el año 1925.
El monumento se encuentra en su ubicación actual desde el 16 de octubre de 1926.

## Características
Una plataforma soporta el pedestal que es obra del arquitecto Alejandro Bustillo. En la cima, se encuentra la figura ecuestre de Carlos María de Alvear, sobre un basamento prismático de granito lustrado de 13 m de alto. Su brazo en alto se encuentra en actitud de ordenar sus tropas para la batalla. Su figura guarda una proporción con las cuatro esculturas que la rodean y que simbolizan los ideales y cualidades del general Alvear: La Fuerza, La Elocuencia, La Libertad y La Victoria.
El caballo es el que durante la Edad Media y el Renacimiento se llamó bridón de guerra.
Inscripciones:
- Al frente: Brigadier General / Carlos de Alvear / 1789 - 1852.
- Posterior: Asamblea Constituyente / 1813.
- Laterales: de un lado; Montevideo 1814, del otro costado: Ituzaingó 1827.

## Ubicación
Se halla en la Plaza Julio de Caro, que se encuentra al otro lado de la Avenida Alvear, justo al costado de la Plaza Intendente Alvear, exactamente enfrente de la obra que honra a su hijo Torcuato de Alvear. Este sitio se encuentra en pleno centro del barrio de Recoleta.